# Lille UC Métropole Water-Polo
Le Lille Métropole Water-Polo est la section water-polo du club français du Lille Université Club basé à Lille dans le Nord. Le club évolue au sein du championnat de France Pro A, compétition qu'il a remporté neuf fois.

## Histoire
En 1985, les Pupilles de Neptune, plus vieux club français de water-polo, fusionnent avec le Lille Université Club (LUC). Le club devient une sous-section du LUC natation et commence à taquiner le voisin tourquennois. Les années 1990 sont celles d’une rivalité accrue entre les deux clubs, qui recrutent aussi régulièrement dans les rangs d’un troisième, les Dauphins de Wattrelos, jeune club formateur fondé en 1973.
C'est en septembre 2002 qu'une équipe féminine voit le jour alors que les garçons remontent progressivement en N1 en 2010. L'année 2016 voit aussi la création des Enfants de Neptune de Tourcoing Lille Métropole, un club dédié au  haut niveau, souhaité et soutenu par Lille Métropole Communauté Urbaine, qui recrute au sein des trois clubs métropolitains.

## Palmarès
| Compétitions nationales | Compétitions internationales |
| --- | --- |
| Compétitions actuelles - Élite / Pro A féminine (10) - Champion : 2014, 2015, 2016, 2017, 2018, 2019, 2021, 2022, 2023, 2024 - Vice-champion : 2013 - 3e : 2008, 2010 et 2011 - Coupe de France (Trophée Alice Milliat) (4) - Champion : 2022, 2023, 2024, 2025 Compétitions disparues - Coupe de la Ligue féminine (4) - Vainqueur : 2014, 2015 et 2016, 2021 | Compétitions actuelles - Ligue des Champions - Meilleure performance : Tour préliminaire en 2018 - Euro Cup - Meilleure performance : Quart de finale en 2023, Phase de groupes en 2024 |